# Tillandsia 'Caeca'
Tillandsia 'Caeca' es un cultivar híbrido del género Tillandsia perteneciente a la familia Bromeliaceae.
Es un híbrido creado en el año 1962 con las especies Tillandsia cyanea × Tillandsia lindenii.